# Lucija Mori
Lucija Mori, slovenska nogometašica, *31. januar 1988, Dravograd.
Od leta 2013 igra za Soccer Women Carinthians v avstrijski ligi ÖFB-Frauenliga. Pred tem je igrala v  Serie A pri klubu ACF Brescia., kariero pa je začela leta 2004 v ŽNK Slovenj Gradec.
Od kvalifikacij za Svetovno prvenstvo v nogometu za ženske 2011 naprej je prva vratarka  Slovenske ženske nogometne reprezentance, katere članica je sicer od leta 2009